# Ġebel tal-Ħalfa
Ġebel tal-Ħalfa är en klippa i republiken Malta.   Den ligger i kommunen Il-Qala, i den nordvästra delen av landet, 22 kilometer nordväst om huvudstaden Valletta. Närmaste större samhälle är Birkirkara, 19 kilometer sydost om Ġebel tal-Ħalfa.